# Бърлингтън (Колорадо)
Вижте пояснителната страница за други значения на Бърлингтън.
Бърлингтън (на английски: Burlington) е град в окръг Кит Карсън, щата Колорадо, САЩ. Бърлингтън е с население от 3678 жители (2000) и обща площ от 5,4 km². Намира се на 1271 m надморска височина. ЗИП кодът му е 80807, а телефонният му код е 719.